# Retrospectacle - The Supertramp Anthology
Retrospectacle - The Supertramp Anthology es un álbum recopilatorio del grupo británico Supertramp, publicado por la compañía discográfica A&M Records en octubre de 2006.
Publicada en los Estados Unidos con el título de Gold, es el primer recopilatorio completo de la trayectoria musical de Supertramp, con la recopilación de sus principales éxitos, temas en directo de Paris y It Was the Best of Times y canciones favoritas de todos sus discos de estudio: Supertramp, Indelibly Stamped, Crime of the Century, Crisis? What Crisis?, Even in the Quietest Moments, Breakfast in America, Famous Last Words, Brother Where You Bound, Free as a Bird, Some Things Never Change y Slow Motion. 
Retrospectacle marcó también la primera aparición en un álbum del sencillo «Land Ho» y de su cara B «Summer Romance». La versión de «Land Ho» utilizada en el recopilatorio es una remezcla realizada en 1975 descartada del álbum Crisis? What Crisis?, mientras que «Summer Romance» es una mezcla del sencillo original. «Land Ho» fue posteriormente regrabada por Roger Hodgson en su álbum Hai Hai.
Tras su publicación, Retrospectacle - The Supertramp Anthology obtuvo un éxito moderado en países europeos como Suecia, Noruega y Reino Unido, donde entró en el top 10 de la lista de discos más vendidos. Fue también certificado como doble disco de platino por la BPI en el Reino Unido al superar las 600 000 copias vendidas, y por Promusicae en España al vender más de 100 000 copias en el país. Fue elegido el 12º mejor recopilatorio del 2005 por la revista Classic Rock.

## Lista de canciones

### Edición sencilla
Todas las canciones escritas y compuestas por Rick Davies y Roger Hodgson excepto donde se anota. 
| N.º | Título                   | Escritor(es)            | Álbum original               | Duración |  |
| 1.  | «Surely»                 | Davies, Hodgson, Palmer | Supertramp                   | 1:10     |  |
| 2.  | «Land Ho»                |                         |                              | 3:54     |  |
| 3.  | «School»                 |                         | Crime of the Century         | 5:34     |  |
| 4.  | «Bloody Well Right»      |                         | Crime of the Century         | 4:32     |  |
| 5.  | «Dreamer»                |                         | Crime of the Century         | 3:31     |  |
| 6.  | «Crime of the Century»   |                         | Crime of the Century         | 5:34     |  |
| 7.  | «Ain't Nobody But Me»    |                         | Crisis? What Crisis?         | 5:10     |  |
| 8.  | «Give a Little Bit»      |                         | Even in the Quietest Moments | 4:08     |  |
| 9.  | «From Now On»            |                         | Even in the Quietest Moments | 6:20     |  |
| 10. | «The Logical Song»       |                         | Breakfast in America         | 4:08     |  |
| 11. | «Goodbye Stranger»       |                         | Breakfast in America         | 5:48     |  |
| 12. | «Breakfast in America»   |                         | Breakfast in America         | 2:39     |  |
| 13. | «Take the Long Way Home» |                         | Breakfast in America         | 5:00     |  |
| 14. | «It's Raining Again»     |                         | ...Famous Last Words...      | 4:24     |  |
| 15. | «Cannonball»             | Davies                  | Brother Where You Bound      | 7:39     |  |
| 16. | «Free as a Bird»         | Davies                  | Free as a Bird               | 4:22     |  |
| 17. | «You Win, I Lose»        | Davies                  | Some Things Never Change     | 4:35     |  |

### Edición 2-CD
| Disco uno |                                |                         |                              |          |  |
| N.º       | Título                         | Escritor(es)            | Álbum original               | Duración |  |
| 1.        | «Surely» (Edit)                | Davies, Hodgson, Palmer | Supertramp                   | 1:03     |  |
| 2.        | «Your Poppa Don't Mind»        |                         | Indelibly Stamped            | 2:59     |  |
| 3.        | «Land Ho»                      |                         |                              | 3:54     |  |
| 4.        | «Summer Romance»               |                         |                              | 2:51     |  |
| 5.        | «School»                       |                         | Crime of the Century         | 5:34     |  |
| 6.        | «Bloody Well Right»            |                         | Crime of the Century         | 4:32     |  |
| 7.        | «Dreamer»                      |                         | Crime of the Century         | 3:31     |  |
| 8.        | «Rudy»                         |                         | Crime of the Century         | 7:18     |  |
| 9.        | «Crime of the Century»         |                         | Crime of the Century         | 5:34     |  |
| 10.       | «Sister Moonshine»             |                         | Crisis? What Crisis?         | 5:18     |  |
| 11.       | «Ain't Nobody But Me»          |                         | Crisis? What Crisis?         | 5:10     |  |
| 12.       | «Lady»                         |                         | Crisis? What Crisis?         | 5:23     |  |
| 13.       | «Two of Us»                    |                         | Crisis? What Crisis?         | 3:26     |  |
| 14.       | «Give a Little Bit»            |                         | Even in the Quietest Moments | 4:08     |  |
| 15.       | «Downstream»                   |                         | Even in the Quietest Moments | 4:02     |  |
| 16.       | «Even in the Quietest Moments» |                         | Even in the Quietest Moments | 6:28     |  |
| 17.       | «From Now On»                  |                         | Even in the Quietest Moments | 6:20     |  |

| Disco dos |                                     |              |                          |          |  |
| N.º       | Título                              | Escritor(es) | Álbum original           | Duración |  |
| 1.        | «Gone Hollywood»                    |              | Breakfast in America     | 5:20     |  |
| 2.        | «The Logical Song»                  |              | Breakfast in America     | 4:08     |  |
| 3.        | «Goodbye Stranger»                  |              | Breakfast in America     | 5:48     |  |
| 4.        | «Breakfast in America»              |              | Breakfast in America     | 2:39     |  |
| 5.        | «Oh Darling»                        |              | Breakfast in America     | 3:49     |  |
| 6.        | «Take the Long Way Home»            |              | Breakfast in America     | 5:00     |  |
| 7.        | «You Started Laughing» (En directo) |              | Paris                    | 4:02     |  |
| 8.        | «It's Raining Again»                |              | ...Famous Last Words...  | 4:24     |  |
| 9.        | «My Kind of Lady»                   |              | ...Famous Last Words...  | 5:14     |  |
| 10.       | «Don't Leave Me Now»                |              | ...Famous Last Words...  | 6:20     |  |
| 11.       | «Cannonball»                        | Davies       | Brother Where You Bound  | 7:39     |  |
| 12.       | «Free as a Bird»                    | Davies       | Free as a Bird           | 4:21     |  |
| 13.       | «You Win, I Lose»                   | Davies       | Some Things Never Change | 4:33     |  |
| 14.       | «Another Man's Woman» (En directo)  |              | It Was the Best of Times | 9:35     |  |
| 15.       | «Over You»                          | Davies       | Slow Motion              | 3:31     |  |

## Personal
- Rick Davies: voz, piano, armónica
- Roger Hodgson: bajo, guitarra acústica, teclados
- Richard Palmer-James: guitarra eléctrica, balalaika, coros
- Robert Millar: batería y coros
- Dave Winthrop: flauta, saxofón y coros
- Frank Farrell: bajo, piano, acordeón y coros
- Kevin Currie: batería
- John Helliwell: saxofón, clarinete, flauta y coros
- Dougie Thomson: bajo
- Bob Siebenberg: batería y percusión
- Mark Hart: guitarra, teclados y coros
- Cliff Hugo: bajo
- Tom Walsh: batería
- Lee Thornburg: trompeta
- Carl Verheyen: guitarra

## Posición en listas
| País              | Lista                   | Posición |
| ----------------- | ----------------------- | -------- |
| Alemania          | Media Control Charts    | 47       |
| Austria           | Austrian Albums Chart   | 33       |
| Bélgica (Flandes) | Ultratop 200            | 29       |
| Bélgica (Valonia) | Ultratop 200            | 39       |
| España            | Spanish Albums Chart    | 13       |
| Italia            | Italian Albums Chart    | 65       |
| Noruega           | VG-lista Albums Chart   | 6        |
| Países Bajos      | Dutch Albums Chart      | 22       |
| Portugal          | Portuguese Albums Chart | 25       |
| Reino Unido       | UK Albums Chart         | 9        |
| Suecia            | Swedish Albums Chart    | 3        |

## Certificaciones
| País        | Organismo certificador | Certificación | Ventas certificadas | Ref.  |
| ----------- | ---------------------- | ------------- | ------------------- | ----- |
| Reino Unido | BPI                    | Doble platino | 600 000             | [ 6 ] |
| España      | Promusicae             | Platino       | 100 000             | [ 7 ] |